# 洛施維茨大橋

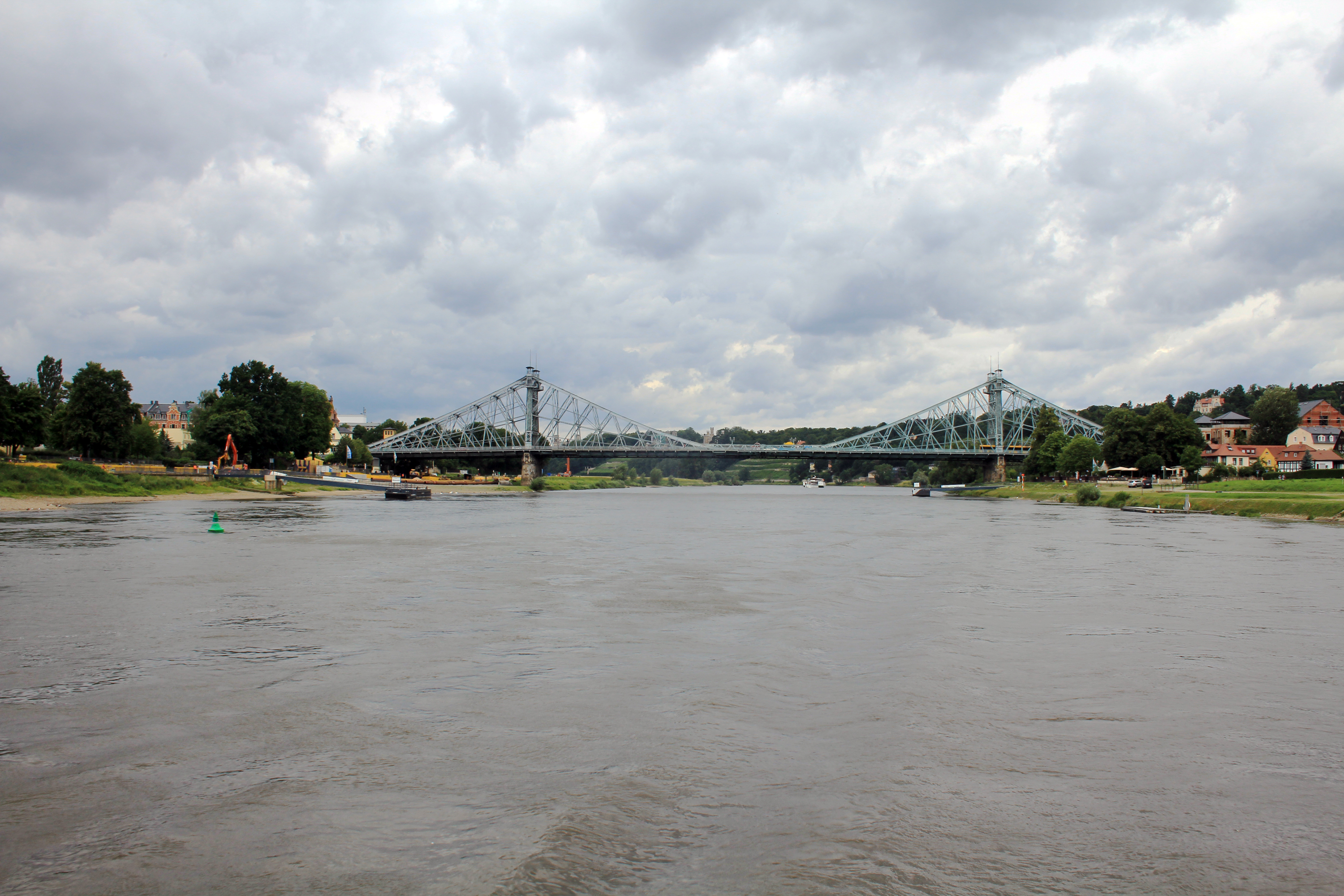
Loschwitz Bridge

洛施維茨大橋（德語：Loschwitzer Brücke），又称蓝色惊奇（德語：Blaues Wunder）是易北河上的一座桥梁，位于德累斯顿，別名由于桥身呈蓝色而得名。
洛施維茨大橋建成于1893年，是当时德累斯顿易北河上的第五座桥。目前它在德累斯顿横跨易北河的第二古老的桥梁，也是德累斯顿城市的标志。